# واسیلیفکا (شهرستان زیلایرسکی، باشقیرستان)
واسیلیفکا (انگلیسی: Vasilyevka, Zilairsky District, Republic of Bashkortostan) یک شهرک در شهرستان زیلایرسکی استان باشقیرستان کشور روسیه است.